# Alloxantha wollastoni
Alloxantha wollastoni is een keversoort uit de familie schijnboktorren (Oedemeridae). De wetenschappelijke naam van de soort is voor het eerst geldig gepubliceerd in 1988 door Švihla.